# 柳華織
柳 華織（やなぎ かおり、1974年1月31日 - ）は、元新潟総合テレビ（現：NST新潟総合テレビ）アナウンサー、キャスター、ディレクター。
血液型はB型、星座は水瓶座、趣味は乗馬、ヴァイオリン、読書。

## 人物
1974年1月31日、新潟県十日町市生まれ。
学生時代に民族問題について新聞へ投稿したところ掲載され、国会議員や主婦など多くの読者から反響があったことをきっかけに、マスコミに興味を持つ。当初は番組ディレクター志望していた。大学卒業後の1997年4月、新潟総合テレビ（現：NST新潟総合テレビ）に入社、アナウンサーとなる。
2001年10月6日放送開始のローカル情報番組『スマイルスタジアムNST』では初代MCを務めた。同番組が放送開始から15周年目を迎えた2016年10月1日には、同じく初代MCの大坪幸代（元NSTアナウンサー）と出演した。
レポーター兼ディレクターとしてドキュメンタリー番組も手掛けた。ハリケーンで倒壊したガーナの小学校再建に取り組む在日ガーナ人オーガスティン・アゾチマン・ アウニ氏の活動を取材した『日本人（わたしたち）が忘れたもの～ガーナからきた米百俵の心～』（2001年8月25日放送）では、南アフリカ・ガーナの都市と地方の格差や教育の現状に触れ、「米百俵の精神」の大切さ、日本の教育、そして日本社会の在り方について問い直した。同作品は第10回FNSドキュメンタリー大賞にノミネートされた。

## NSTアナウンサー時代の出演番組
- NSTスーパーニュース - 初代キャスターを務めた
- スマイルスタジアムNST - 初代MCを務めた
- TVウォッチング

など